# Minniza deserticola
Minniza deserticola es una especie de arácnido del orden Pseudoscorpionida de la familia Olpiidae.

## Distribución geográfica
Se encuentra en Italia y  el Chad.